# Харада Мадока
Харада Мадока (яп. 原田 窓香; 15 грудня 1985, м. Нагано, Японія) — японська саночниця, яка виступає в санному спорті на професійному рівні з 2004 року. Уже двічі учасник зимових Олімпійських ігор в одиночних змаганнях, в 2006 році в Турині була 13 (її найкращий результат в кар'єрі). На світових форумах саночників значних успіхів не здобувала (перебувала зазвичай у 2-му десятку). На зимових Олімпійських іграх 2010 року посіла 26 місце.